# I wojna austriacko-turecka
I wojna austriacko-turecka – wojna toczona w latach 1525–1541. Wywołana została najazdem Imperium Osmańskiego na Węgry.

## Przebieg
Po śmierci Ludwika II, króla Czech i Węgier, w bitwie pod Mohaczem wojna była kontynuowana. Habsburgowie przejęli korony Czech i Węgier, stając się spadkobiercami Jagiellonów, na podstawie ustaleń zjazdu wiedeńskiego.
Wojna została zakończona podziałem Węgier na zachodnie i północno-zachodnie przyłączone do Austrii, środkowe (z Budą), włączone do Turcji i Siedmiogród (lenno Jana Zygmunta i jego matki Izabelli Jagiellonki). Panowanie Turków na Węgrzech zostało ugruntowane, Habsburgowie dostali tylko niewielką część kraju.

## Ważniejsze bitwy
- Bitwa pod Mohaczem
- Bitwa pod Tokajem
- Oblężenie Wiednia